# Forêt de Boulon
Forêt de Boulon är en skyddad skog i Burkina Faso. Den ligger i den sydvästra delen av landet, 400 km sydväst om huvudstaden Ouagadougou.